# ريتشارد دونوفان
ريتشارد دونوفان (بالإنجليزية: Richard Donovan)‏ هو متزلج سريع أمريكي، ولد في 29 مايو 1901 في سانت بول في الولايات المتحدة، وتوفي بنفس المكان في 13 مايو 1985.

## وصلات خارجية
- ريتشارد دونوفان على موقع SpeedSkatingBase.eu (الإنجليزية)
- ريتشارد دونوفان على موقع أوليمبيديا (الإنجليزية)